# Madeleine Lazard
Pour la société, voir Lazard.
Pour les articles homonymes, voir Lazard (homonymie).
 (février 2023).
Madeleine Lazard, née Madeleine Louise Moisan le 14 janvier 1921 à Amiens et morte aux Ulis le 15 mai 2022, est une spécialiste de la littérature française du XVIe siècle et une critique littéraire française.

## Biographie
Née Madeleine Louise Moisan le 14 janvier 1921 à Amiens, elle est assistante puis maître-assistant à l’université Paris-Sorbonne, avant de devenir professeure à Paris-III. Elle enseigne également à la faculté des Beaux-Arts à Téhéran (de 1949 à 1951) ainsi qu’à l’université de Californie à Los Angeles (en 1961-1962). Madeleine Lazard est professeure émérite de littérature de l'université Sorbonne-Nouvelle, présidente honoraire de la Société d'étude du XVIe siècle et présidente de la Société internationale des amis de Montaigne. Elle est chevalière des Arts et Lettres, officière des Palmes académiques, citoyenne d’honneur de la ville de Brantôme et lauréate du prix Monseigneur-Marcel (2002).
Madeleine Lazard s'intéresse, notamment, à la situation de la femme à l'époque de la Renaissance. Elle dresse un état très complet de la condition féminine au XVIe siècle. Elle décrit les réussites de certaines femmes (épouses, veuves, prostituées, courtisanes, paysannes, ouvrières, femmes de lettres et femmes de cour) tout en démontrant le côté exceptionnel de ces femmes lettrées et le lot commun de l'ensemble de la population féminine. Madeleine Lazard remet en cause l'idée d'une Renaissance moderne favorable à la femme cultivée. Elle dépeint les parcours de certaines d'entre elles, comme Louise Labé, Marie de Gournay, Marguerite de France ou Catherine de Médicis.[réf. nécessaire]
En 2000 paraît un recueil d'hommages qui réunit certains de ses articles : Joyeusement vivre et honnêtement penser. Mélanges offerts à Madeleine Lazard (dir. M.-M. Fragonard et G. Schrenck).
En 2016, Madeleine Lazard publie aux éditions de Fallois ses mémoires intitulés Vois se pencher les défuntes années : souvenirs du vingtième siècle. Elle meurt aux Ulis le 15 mai 2022,.
Une partie de sa bibliothèque de chercheuse est conservée à l'Université Gustave Eiffel.

### Vie personnelle
Elle est l'épouse de Gilbert Lazard.

## Ouvrages
- Pantagruel, Gargantua, Paris, Hachette, 1977; nouvelle édition 1994.
- La Comédie humaniste au XVIe siècle et ses personnages, Paris, PUF, 1978.
- Rabelais et la Renaissance, Paris, PUF, Que sais-je ?, 1979.
- Le Théâtre en France au XVIe siècle, Paris, PUF, 1980.
- Autour des hymnes de Ronsard, Paris, Champion, 1984.
- Images littéraires de la femme à la Renaissance, Paris, PUF, 1985.
- Avec L. Zilli, Le Laquais de P. de Larivey, Critiques, 1987.
- Michel de Montaigne, Paris, Fayard, 1992 ; deuxième édition 2002. (prix d'Aumale de l'Académie française ; prix Nouveau Cercle Interallié 1992).
- Avec Jean Cubelier de Beynac, Marguerite de France, reine de Navarre et son temps, Agen, centre Matteo-Bandello, 1994.
- Rabelais l'humaniste, Paris, Hachette; 1993 ; deuxième édition sous le titre Rabelais, 2002.
- Pierre de Bourdeille, seigneur de Brantôme, Paris, Fayard, 1995, 409 p. (ISBN 2-213-59465-1, présentation en ligne).
- Agrippa d’Aubigné, Paris, Fayard, 1998 (prix Bordin 1999 de l'Académie des inscriptions et belles-lettres).
- Joyeusement vivre et honnêtement penser. Mélanges offerts à Madeleine Lazard, sous la direction de Marie-Madeleine Fragonard et Gilbert Schrenck, Paris, H. Champion, 2000 ; rééd. Classiques Garnier, 2007.
- Les Avenues de Fémynie : les femmes et la Renaissance, Paris, Fayard, 2001 (prix Monseigneur-Marcel 2002 de l’Académie française ; prix Marianne).
- Louise Labé, lyonnaise, Paris, Fayard, 2004, 286 p.
- Colette, Paris, Gallimard, 2008.
- Pierre de l'Estoile, Registre-Journal du règne d'Henri III (avec Gilbert Schrenck) édition critique, Genève, Droz, tomes I à VI, 1992 à 2003 (prix Saintour 2004 de l'Académie des Inscriptions et Belles-Lettres)
- Un homme singulier, Charles Baudelaire, Paris, Arléa, 2010.
- Vois se pencher les défuntes années : souvenirs du vingtième siècle, Paris, De Fallois, 2016